# Morpho peleides
Morpho peleides är en fjärilsart som beskrevs av Vincenz Kollar 1850. Morpho peleides ingår i släktet Morpho och familjen praktfjärilar. Inga underarter finns listade i Catalogue of Life.

## Bildgalleri

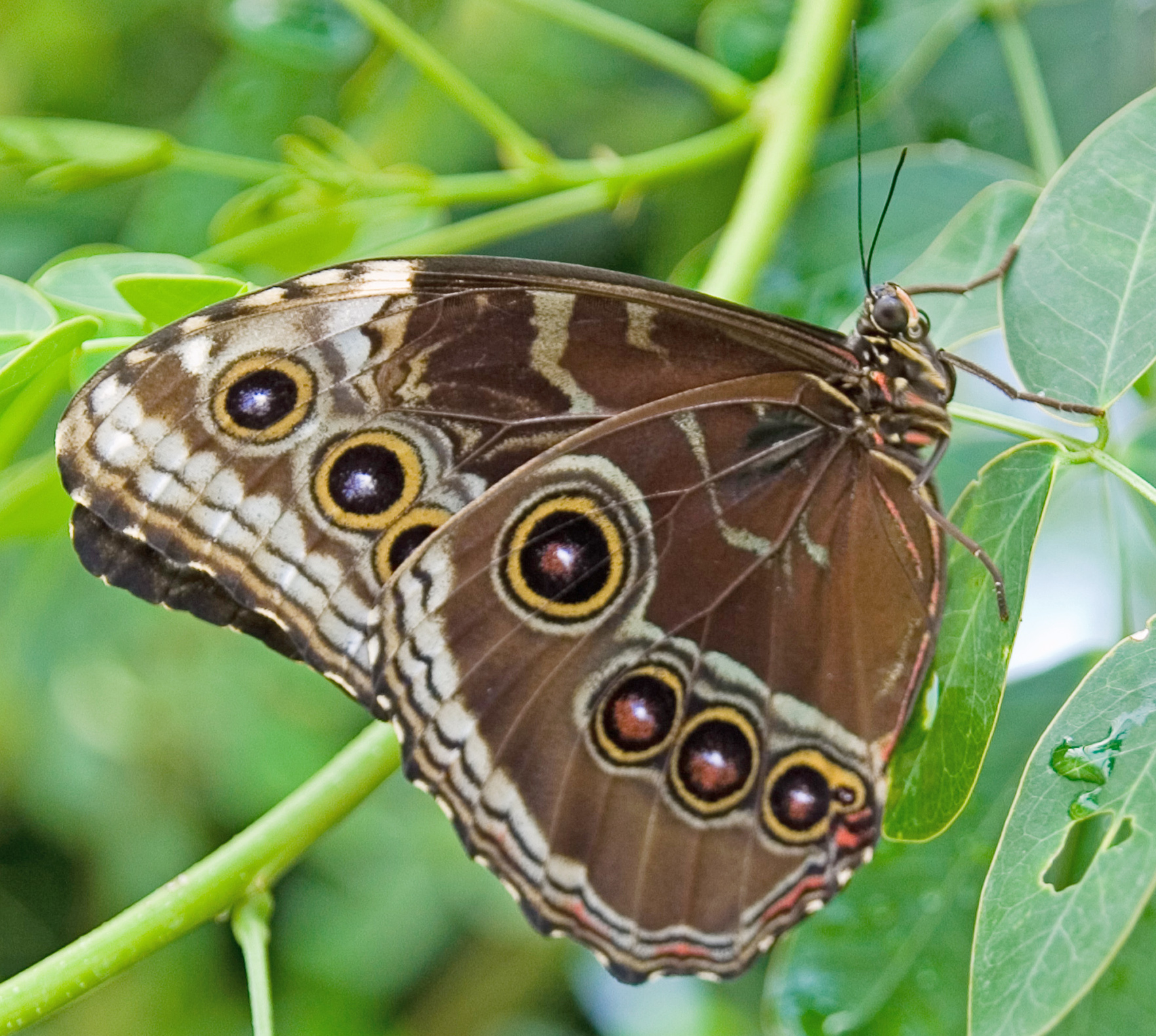
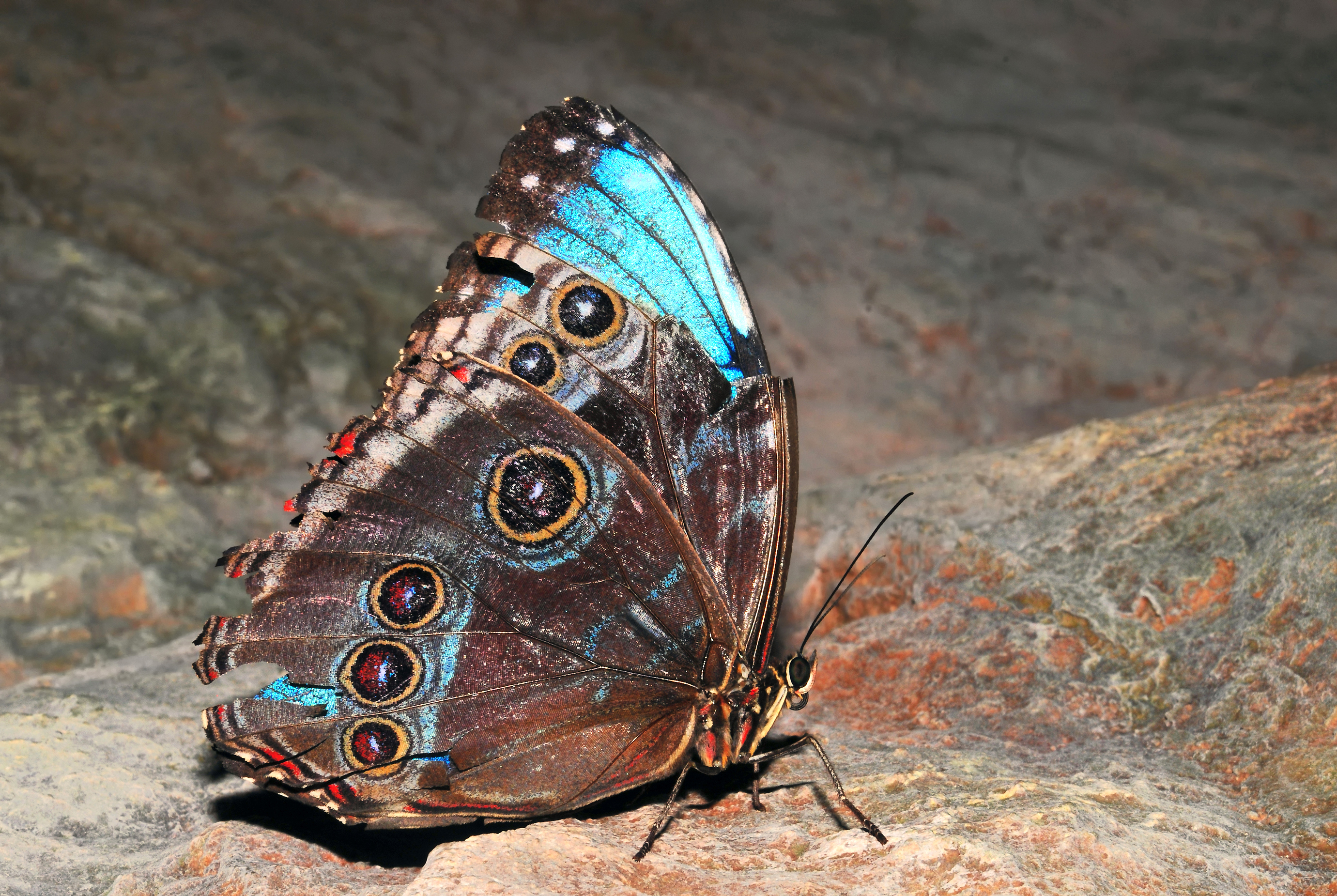